# Paul Gerhard Buchloh
Paul Gerhard Buchloh (* 4. März 1922 in Barmen; † 6. Mai 1986 in Kiel) war ein deutscher Anglist und Amerikanist.

## Leben und Wirken
Paul Gerhard Buchloh wurde am 4. März 1922 in Barmen (heute ein Stadtbezirk von Wuppertal) geboren. Nach dem Schulbesuch in Barmen und Düsseldorf legte er 1940 die Abiturprüfung ab. Von 1940 bis 1946 folgten Kriegsdienst und Gefangenschaft. 1946 bis 1951 studierte er Anglistik, Romanistik und Geschichte an der Universität Köln. Nach der Promotion bei Helmut Papajewski im Jahre 1951 war er bis 1959 als wissenschaftlicher Assistent in Köln tätig und habilitierte sich dort 1958 mit einer Arbeit zu Michael Drayton. Von 1959 bis 1960 lehrte er an der Universität Köln als Privatdozent für Englische Philologie und Amerikanistik. Von 1960 bis 1962 war er außerordentlicher Professor am Englischen Seminar der Christian-Albrechts-Universität zu Kiel; 1961 bis 1962 übernahm er eine Vertretungsprofessur an der Technischen Universität Berlin und war dann von 1962 bis 1986 ordentlicher Professor für Englische Philologie und Amerikanistik an der Universität Kiel. Von 1972 bis 1973 bekleidete er außerdem das Amt des Rektors dieser Universität.

## Schriften (Auswahl)
Bücher
- Edmund Burkes Behandlung und Beurteilung der altgermanischen Zeit Englands im Rahmen des englischen Gesamtproblems im 18. Jahrhundert. Dissertation. Köln 1951.
- Michael Drayton. Barde und Historiker, Politiker und Prophet. Ein Beitrag zur Behandlung und Beurteilung der nationalen Frühgeschichte Großbritanniens in der englischen Dichtung der Spätrenaissance. (= Kieler Beiträge zur Anglistik und Amerikanistik. Band 1). Wachholtz, Neumünster 1964. (Habilitationsschrift)
- mit George Ian Duthie: Shakespeares King Lear. Historie oder Tragödie, Untersuchungen zur Textkritik. (= Veröffentlichungen der Schleswig-Holsteinischen Universitätsgesellschaft zu Kiel. Band 35). Hirt, Kiel 1965.
- mit Jens P. Becker: Der Detektivroman. Studien zur Geschichte und Form der englischen und amerikanischen Detektivliteratur. Wiss. Buchgesellschaft, Darmstadt 1973, ISBN 3-534-05379-6. (4. Auflage 1990).
- Gesammelte Essays und Vorträge. Band 1: Demokratie in der Bewährung/Kulturumbruch und Politik. Lang, Frankfurt am Main 1984, ISBN 3-8204-5388-1.

Als Herausgeber
- Amerikanische Erzählungen von Hawthorne bis Salinger. Interpretationen. (= Kieler Beiträge zur Anglistik und Amerikanistik. Band 6). Wachholtz, Neumünster 1968.
- Herman Melville. (= Wege der Forschung. Band 294). Wiss. Buchgesellschaft, Darmstadt 1974, ISBN 3-534-05022-3.
- Studien zur englischen und amerikanischen Sprache und Literatur. Festschrift für Helmut Papajewski. (= Kieler Beiträge zur Anglistik und Amerikanistik. Band 10). Wachholtz, Neumünster 1974, ISBN 3-529-03210-7.
- American colony of Göttingen. Historical and other data collected between the years 1855 and 1888. (= Arbeiten aus der Niedersächsischen Staats- und Universitätsbibliothek Göttingen. Band 15). Vandenhoeck & Ruprecht, Göttingen 1976, ISBN 3-525-85264-9.
- Der Detektiverzählung auf der Spur. Essays zur Form und Wertung der englischen Detektivliteratur. (= Wege der Forschung. Band 377). Wissenschaftliche Buchges., Darmstadt 1977, ISBN 3-534-06143-8.
- Ausgewählte Aspekte des Englischunterrichts in der gymnasialen Oberstufe, Schmidt & Klaunig, Kiel 1978.
- Moderne englischsprachige Dramatik in Hochschule und Schule. (= Literatur in Wissenschaft und Unterricht. Band 11/Beiheft). Englisches Seminar der Universität, Kiel 1978.
- Studien zur englischsprachigen Literatur und Kultur in Buch und Film. (= Kieler Beiträge zur Erweiterung der Englischen Philologie. Band 2 und 4). zwei Bände. Kieler Verlag Wissenschaft und Bildung, Kiel 1982/1985, ISBN 3-925053-02-6 und ISBN 3-925053-04-2.
- Die vergessenen Deutschen. Schleswig-Holsteiner in Nordamerika; Veröffentlichungen eines Pilotprojekts. (= Kieler Beiträge zur Erweiterung der Englischen Philologie. Band 3). Kieler Verlag Wissenschaft u. Bildung, Kiel 1983.

Aufsätze
- Vom Pilgrim’s Progress zum Pilgrim’s Regress. In: Erich Burck (Hrsg.): Die Idee des Fortschritts. Beck. München 1963, S. 153–187.
- Interdependence from - Interdependence for - Interdependence. Wandel und Wirkung des amerikanischen Unabhängigkeitsgedankens. In: Ulrich Matthée (Hrsg.): 200 Jahre USA. Zwei Jahrhunderte Verbundenheit mit Schleswig-Holstein. Presse- und Informationsstelle der Landesregierung Schleswig-Holstein, Kiel 1976, S. 29–38.
- Angeln - Regio oder natio? Eine philologische Betrachtung. In: Offa. Band 37, 1980, S. 360–365.
- Die Darstellung der Wikinger in der altenglischen Überlieferung und Dichtung. In: Offa. Band 41, 1984, S. 13–28.
- Dreihundert Jahre Deutsche in Amerika? Die Einwanderung aus Schleswig-Holstein in Neuamsterdam/New York. In: Nordfriesisches Jahrbuch. N.F., Band 20, 1984, S. 43–59.
- Wurzeln der amerikanischen Deutschlandsicht. Typen des Deutschen in der englischen Kultur- und Literaturgeschichte. In: Frank Krampikowski  (Hrsg.): Amerikanisches Deutschlandbild und deutsches Amerikabild in Medien und Erziehung. Pädag. Verlag Burgbücherei Schneider, Baltmannsweiler 1990, ISBN 3-87116-633-2, S. 65–82.

## Festschrift
- Dietrich Jäger u. a. (Hrsg.): Perspektiven der Interpretation. Aufsätze zur englischen und amerikanischen Literatur und Landeskunde; in memoriam Paul G. Buchloh (1922–1986). (= Literatur in Wissenschaft und Unterricht. Band 20/1). Königshausen & Neumann, Würzburg 1987.